# أدريانا ماتر
أدريانا ماتر هي الأوبرا الثانية للملحنة الفنلندية كايا سارياهو، مع نص مكتوب باللغة الفرنسية من المتعاون الدائم معها، أمين معلوف. تم تكليف الأوبرا بشكل مشترك من الأوبرا الوطنية في باريس والأوبرا الوطنية الفنلندية [الإنجليزية]. تم عرضه لأول مرة عالميًا في أوبرا الباستيل [الإنجليزية] في 3 نيسان 2006 في إنتاج من إخراج بيتر سيلارز [الإنجليزية]. تم إهداء هذا الإنتاج إلى جيرارد مورتييه [الإنجليزية]، المدير الفني لأوبرا باريس.
أقيم العرض الأول للأوبرا في فنلندا في 23 شباط 2008 في هلسنكي. تم عرض الأوبرا لأول مرة في المملكة المتحدة في حفل موسيقي في 24 نيسان 2008 وتم عرضها لأول مرة في الولايات المتحدة في أوبرا سانتا [الإنجليزية] في في 26 تموز 2008 مع المغنيتين مونيكا جروب [الإنجليزية] وبيا فرويند في أدوارهما في العرض الأول الفنلندي.
استخدمت سارياهو ذكريات حملها الأول كجزء من الإلهام للأوبرا. استخدم معلوف ذكرياته كمراسل حربي ووعيه بالصراعات السياسية والدينية المعاصرة كموضوعات في الأوبرا.

## روابط خارجية
- بيل كيني، "بيتر سيلارز يعيد زيارة أدريانا ماتر في هلسنكي: العرض الأول لأوبرا كايا سارياهو في فبراير في الأوبرا الوطنية الفنلندية"، مجلة Seen and Heard International على موقع musicweb-international.com ، تاريخ الاسترجاع: 25 فبراير 2008